# 屯溪话
屯溪話，是安徽省黃山市（徽州）屯溪區及毗鄰部分地區使用的徽語方言，屬休黟片，使用人口約為25萬人。
1949年前後屯溪話成為徽州話（徽語）代表音。屯溪話保留了很多的古音因素，和官話差別大，和所有徽語一樣，屯溪話的強迫式的在句子中連讀變調的發音特徵是另一個與官話的顯著差別。

## 語音

### 聲母
- 21個聲母，包括零聲母在內。

| p 半杯幫 |          | t 多電短   |           | k 高街該 |          |          |
| pʰ拼被白 |          | tʰ梯弟脫   |           | kʰ科快開 |          |          |
|          |          | ʦ 渣酒抓   | ʨ 張周桂  |          |          |          |
|          |          | ʦʰ 產清醋  | tɕʰ巧川舊 |          |          |          |
| m 媽米馬 |          |            | ȵ 染肉泥  |          | ŋ 外鵝暗 |          |
|          |          | l 羅理亂   |           |          |          |          |
|          | f 分飯夫 | s 四塞星   | ɕ 希手書  |          |          | x 好鞋害 |
|          | v 壞文枉 |            |           |          |          |          |
| 零聲母   |          | 任用永爺衣 |           |          |          |          |

1. 全濁塞類聲母分讀送氣清音和不送氣清音兩類，如“糖tʰɑu≠堂tɑu”,同tʰɑn≠銅tɑn，都是定母平聲唐冬韻字
2. 塞擦聲母分為ʦ、ʨ兩組，今齊齒韻前仍分尖團，“鉤藕原共嗅”，因讀y-和i-，所以也混入團音ʨ
3. 匣母清化後為x/ɕ，徽ɕu,灰xɯɤ，但部分合口字讀零聲母（同吳語），如屯溪“活”u:ɤ，滑u:ɤ
4. 泥來二母逢洪音相混，連i元音韻都為l，能，屯溪lɛ，海陽la
5. 日母以ȵ母為主，文讀有讀零聲母的，如“人”，屯溪yan，但部分詞語如“丈人”的“人”讀ȵĩ，保持白讀讀法，同北部吳語
6. 開口呼影母讀ŋ，如鴨ŋoʔ

### 韻母
- 32個韻母，含自成音節的m、n

| ɪ 資次師  | i 衣知希     | u 布姑夫   | y 朱區女   |
| a 媽白街  | ia 車野拿    | ua 誇懷乖  |            |
| ɛ 燈恩兵  | iɛ 京件星    | uɛ 狠困昏  |            |
| ɔ 南家淡  |              |            |            |
| o 錯交桌  | io 招藥燒    |            |            |
|           | ie 雞日擠    | ue 揮開關  | ye 說縣    |
| ə 杯倒合  |              | uə 改會國  |            |
| ou 路都蘇 | iu 表狗求    |            |            |
|           | i:ě 也別變   | u:ě 巴花官 | y:ě 月專兄 |
| au 榜党裝 | iau 良張相   |            |            |
| an 朋冬翁 | ian 塵升針   |            | yan 春雲順 |
|           | in 音農迎    |            |            |
|           | n 爾五（白） | m 媽（白） |            |

1. [ɛ]的實際音值有兩個：[ɛ]、[uɛ]中就是半低不圓唇前母音[ɛ]，在[?ɛ] [yɛ]中由於介音影響，舌位偏高，相當於[E]
2. [ie]拼[ts]、[ʦʰ]、[s]時稍帶過渡音
3. 合口韻零聲母字都帶有輕度摩擦，韻頭為半母音[w]
4. [ə]韻拼聲母時，舌位略高而偏後，相當於[γ]

- 特點

1. 屯溪方言都有長母音韻母，多數把i、u、y介音延長為主母音，原來的主母音轉變為輕短含混的韻尾。u母音延長較常見，如 話 u:ɛ，奪 tʰuɛ:，又有某些點不長的，如 孫 休甯海陽su:ɛ （注：屯溪suȵn是韻尾兒化而來）；半 pu:ɛ，活 uʏ，又如“園” yɛ,這點和永康吳語及龍衢小片也很相似。
2. 蟹攝多讀單音節，泰（見系）與灰混讀ʏ，泰（端系）與佳皆混，讀a，o；與止攝和三讀y都相差很大，如，“灰、開、蓋”同韻，屯溪 xuʏ、kʰʏ、kuʏ；“太、鞋、戒”同韻，海陽  tʰa、xa、ka；“貴、跪”同韻，屯溪讀 ʨy(55), ʨy(42)
3. 痕魂、登庚耕、東冬等韻的都較低或較前，東冬多仍帶鼻尾-ŋ（或-n，或-m）不鼻化。如，“魂、橫、紅”，屯溪 xuɛ、uɛ、xan，海陽 xua、vua、xɛn；又如，“增、爭、中”，屯溪  ʦE、ʨiɛ、ʦan，海陽 ʦa、ʨia、ʦɛn
4. 曾三等與梗三四等有別，清青庚三母音較開、多與曾一等梗二等混，而蒸韻多數較閉，多與臻深攝混。如 精=增 海陽ʦa，屯溪ʦE；聲=生 海陽ɕia，屯溪ɕiɛ，而 蒸=真≠征，海陽ʨien≠ʨia,屯溪ʨan≠ʨiɛ
5. 通三等泥、見組讀細音，區別於績歙片。如“窮、龍、綠” tɕʰin、lin、liu
6. 齊韻跟止攝四韻有別。如“齊、洗、雞” tʰe、se、ʨie；而“遲、絲、棋” tɕʰi、sl、ʨi
7. 效攝豪肴有別。如 保≠飽，海陽pʏ≠po，三四等又分尖團，所以比績歙片能區分更多的效攝字。如“焦、招、驕” ʦou、ʨio、ʨio
8. 宕攝江攝不分開合。如 鋼=光，屯溪、海陽 kau；“章、床、樁”同韻 ʨiau、sau、ʦau，狂王 kʰau、au

### 聲韻配合關係
|              | 開口呼   | 齊齒呼   | 合口呼 | 撮口呼   |
| ------------ | -------- | -------- | ------ | -------- |
| p、pʰ、m     | 拜炮每   | 邊批秒   | 不拔馬 |          |
| f、v         | 佛文     |          | 夫烏   |          |
| t、tʰ        | 打廳     | 低豆     | 端斷   |          |
| l            | 拉       | 理       | 亂     |          |
| k、kʰ、ŋ、x  | 街科外很 |          | 姑昆歡 |          |
| ʨ、tɕʰ、ȵ、ɕ |          | 雞妻忍手 |        | 豬川語靴 |
| ʦ、ʦʰ、s     | 資昨色   | 煎取小   | 抓村酸 |          |
| 0            | 窝       | 姨       | 安     | 雨       |

1. p組不與撮口呼相拼，與其他三呼相拼
2. f組只拼開合雙呼
3. t、tʰ 、 l只與開口呼、合口呼、齊齒呼相拼，不與撮口呼相拼
4. k組和開口呼、合口呼相拼
5. ʨ組只與齊齒呼、撮口呼相拼
6. ʦ組不僅和開口呼、合口呼相拼，而且還和齊齒呼相拼，因此屯溪話有大量尖音
7. 零聲母在四呼都有字音。

### 聲調
6個調類，輕聲在外
| 調類 | 調值 | 例字                 |
| ---- | ---- | -------------------- |
| 陰平 | 33   | 剛知專超出白局食六月 |
| 陰上 | 21   | 古展紙走口醜楚好死手 |
| 陽上 | 24   | 王女老武近柱是倍社文 |
| 陰去 | 42   | 蓋帳正醉抗唱萊漢世故 |
| 陽去 | 212  | 苦陣大被害樹飯岸漏甲 |
| 陰入 | 5    | 急切竹得一曲黑各卻發 |

- 入聲是個高短調，收音急促，休甯方言區唯東鄉（屯溪）和南鄉（五城）入聲有有塞音韻尾。去聲實際調值是[54]。陰上實際調值略高，接近[42]或[32]
- 陰平調來源複雜，除古平聲清音聲母外，還包括古去聲的濁音聲母字（其中有個別字仍讀去聲，如“共陣避”等）和古入聲濁音聲母字（其中也有少數全濁入聲字仍讀入聲，如“合服”等）。總的看來，屯溪話陰平調字占的比例較大
- 休寧方言多數分陰陽上，除北鄉海陽外，陰上都有緊喉現象（唯休寧流口、祁門鳧峰陰陽上不分），清濁入有別，但僅北鄉（海陽、鳧峰）分陰陽入，其它點濁入混入陰平（如東鄉屯溪）

### 連讀變調
在語言學中，聲調語言的兩個或兩個以上的音節組合在一起時，音節的調值有時會發生變化而與單念時不同，這種現象叫“連讀變調”，所有的徽州話都和吳語一樣，帶著強迫式的連續變調。

#### 兩組字連續變調
- 陰上、陽去兩調字音在與其他聲調相連時出現變調，陰上、陽去都變成陽上，實際調值約陽上135。陽上在同音字表各類字調中字音較少，甚至某些韻中一個陽上字調都沒有，如ua、ie、ye、yan中沒有陽上字
- 注：斜體字為變調字

| 上字/下字 | 陰平            | 陰上          | 陰去          | 陽去            | 陰入             |
| 陰上      | 講穿 kau tɕʰy:æ | 滾水 kuɛ ɕy   | 感情 kɛ ʦʰɛ   | 漂亮 pʰiu liau  |                  |
| 示例      | 海關 xuə ku:ə;  | 省長 siɛ ʨiau | 廣告 kau kə   | 孔廟 kau miu    |                  |
| 示例      | 點心 ti:æ sin   | 水果 ɕy ko    | 演員 iɛ y:uæ  | 古畫 ku xu:ə    |                  |
| 陽去      | 外甥 ŋa ɕiə     | 大餅 tʰa pə   | 電報 ti:æ pə  | 便飯 pʰi:e fu:ə | 字帖 ʦʰɪ tʰ:eq   |
|           | 電燈 ti:e tɛ    | 代表 tə piu   | 大蒜 tʰa su:ə | 妹妹 mə mə      | 道德 tʰə tiq     |
|           | 健康 ʨiɛ kʰau   | 字典 ʦʰɪ ti:e | 上課 ɕiau kʰo | 偉大 ve tʰ o    | 辦法 pʰu:ə fu:əq |

#### 三字連續變調
陰上、陽去在三字相連中，也產生變調。變調情況有三種:
- 第一字變調，二三字不變
- 第二字變調，一三字不變
- 一二字同時變調，第三字不變

| 陰上 | 第一字為陰上時，第一字變陽上，二三字調不變                       | 禮拜五 le pa n      |
|      | 第二字為陰上時，一三字調不變，第二字變陽上（第一字是陰上調除外） | 老闆娘 le pu:ə ȵiau |
|      | 一二字都是陰上時，第三字不變，前兩字變陽上                       | 打手心 ta ɕiu sin   |
| 陽去 | 第一字為陽去時，第一字變陰上，二三字不變                         | 豆芽菜tʰiu ŋɔ ʦʰə   |
|      | 第二字為陽去時，一三字不變，第二字變陽上                         | 綠豆糕 liu tʰiu kə  |
|      | 一二兩字都為陽去時，第一字變陽上24，第二字變陽上34，第三字不變   | 大地方tʰo tʰI fau   |
|      | 陰上陽去相連時，前兩字陰上、陽去都變為陽上，第三字不變           | 考大學 kʰə tʰa xoq  |

### n化
屯溪方言中，“n”化（即兒化）現象比較突出，“n”化不僅體現在區別詞義上，在改變詞性上也有一定作用，而且具有表示愛稱、細小、喜愛等感情色彩的修辭作用，在“n”化的同時，還產生變調，凡是“n”化的字調一律變為陽上。
- 變換詞性

1. 畫（動詞） xu:ə  畫兒（名詞）xu:ən
2. 鑽（動詞）tsu:ə 鑽兒（名詞）tsu:ən
3. 尖（形容詞）tsi:æ  尖兒（名詞，指東西的尖端）tsi:æn
4. 包（動詞）po          包兒（名詞，指用麵粉的做成的含餡食物，即包子）pon
5. 圓（形容詞）y:uæ   圓兒（名詞，指用肉或其他食品做成的丸子）y:uæn

- 區別詞義

1. 鼻（指鼻子）pʰi   鼻兒（指鼻涕）pʰin
2. 嘴（指嘴巴）ʦi    嘴兒（尖細的出口，如壺嘴、煙嘴）ʦin
3. 眼（眼睛）ŋɔ       眼兒（指眼動、小孔道）ŋɔn
4. 腳（指下肢）ʨio   腳兒（指下腳料或剩下的東西）ʨion

- 起詞尾“子”的作用

1. 橘兒 ʨyn 橘子
2. 囡兒 ȵiɛn 孩子
3. 葉兒 ian 葉子
4. 餃兒 ʨion 餃子（餛飩）
5. 蝦兒 xɔn 蝦子
6. 鞭兒 pi:æn 鞭子
7. 缽兒 pu:æn 缽子
8. 棗兒 ʦɔn 棗子
9. 桃兒 tʰən 桃子
10. 孫兒 su:æn 孫子
11. 餅兒 piɛn 餅子
12. 凳兒 tɛn 凳子

- 表細小、輕微

1. 藥丸兒 io:æn
2. 子兒 ʦɪn 如石頭子、和尚子
3. 帶兒 tæn 如鞋帶
4. 蓋兒 kuən
5. 棍兒 kuɛn

- 表喜愛、親切

1. 娘寶兒（對姑媽的愛稱） ȵian pən
2. 好測兒（好看） xə ʦʰən
3. 笑話兒 siu u:æn
4. 戲法兒 ɕi fu:æn

- 表高興、舒服

1. 快活兒 kʰən u:æn
2. 困覺兒 kʰuɛ kon
3. 好過兒 xə kon
4. 歡喜兒 xu:æn ɕin

## 語法、詞彙和正字

### 語法
1. 休寧方言鼻韻尾丟失弱化，普遍以帶鼻音式兒化-n尾作為小稱形式，屯溪尤為發達，（除陽平外並變r調，陰平遇今-n尾韻也可變為24），（詳見上節n化）。如 舌兒ʨia:n，盤兒puδn，指指兒ʨiʔ ʨi:n，妮兒le:n，放牛囡兒（放牛孩子）fɑu ȵin ȵa:n ，燕兒 ia:n，索兒so:n, 雞兒（男陰）ʨiE:n，蠶兒ʦɔ:n，群兒ʦʰyan，洋幅兒（手帕）ian fu:n。此外，“好xɛ”等字作連讀“好好”時變兒化韻尾 xɛ:n  xɛ:n。這些變化跟吳語婺州片、台州片極為相似，和缺乏鼻音式兒化的贛語、江淮官話相互區別。
2. 第一人稱為“我” a（是nga疑母ng脫落所致），第二人稱“你” 為“爾” n，第三人稱“他” 為“渠”  kʰʏ。有時（如人稱後即為結束語）會在人稱後加“le”或“ne” 即t等字（流音化現象），如屯溪“我” a le，“你”n ne。
3. 三身代詞複數在單數後加“人”，“我們” 我人，a ian，“你們” 爾人，n ian，“他們” 渠人，kʰʏ ian。
4. 子尾讀tsl的常用于“聾子、瞎子”等殘疾人，來源不明。結構助詞“的”，變“個”，如“剃頭個、女個、好個”，同吳語。指代此 近指 用“個”，如 這裡---這個，遠指用“物”，如那裡---那個。
5. 動詞時態助詞，用“著”，表完成時用ʨio，吃了=吃著，表示吃完了。表進行時用ʦʰio，吃了=吃著，表示正在吃。表示完成的 “掉”也同吳語，如擦掉=揩掉
6. 處置式的介詞，用“幫、帝、掇”，pau、ti、tɔ，而且內部說法不統一。
7. 形容詞表程度的，如“很熱”說“真熱”，“熱得很”。
8. 否定詞用“不”（入聲），而不用“弗”，區別于吳語。
9. 部分詞語存在文白異讀，如“人”，文讀為ian，如人民ian mɛ，白讀為ȵi~，如丈人tɕʰau ȵi~，剛過門的兒媳稱為“新人”sin ȵi~；又如“大”字，文讀為tʰa，如大學tʰa xoq，白讀為tʰo，如形容詞大，有文白讀的還有“許”xa，“萬”mau“頻”pin等。

### 詞彙

#### 普通話中存在的詞
- 天文、地理、時令和時間

1. 太陽——日頭、太陽
2. 月亮——月光
3. 小雨——細雨
4. 小雪——細雪
5. 小風——細風
6. 結冰——冰凍
7. 下雪——落雪
8. 下露——打露水
9. 下雨（了）——落雨
10. 小路——細路 溫水——溫暾水
11. 鵝卵石——河螺扁
12. 開水（煮沸的水）——滾水
13. 白天——日間
14. 晚上——夜間
15. 先前——先頭
16. 去年——舊年
17. 明年——明年
18. 今天——今日
19. 昨天——昨日
20. 星期天——禮拜日
21. 後天——後日
22. 大後天——大後日
23. 前天——前日
24. 大前天——大前日
25. 每天——每日
26. 前幾天——前幾日
27. 中午——當晝
28. 明天——明日
29. 十幾天——十幾日
30. 每天晚上——日日夜家
31. 往年（以往的年頭）——前幾年
32. 凌晨（天快亮的時候）——天光
33. 黃昏（日落以後星出之前）——捱夜邊
34. 夜晚（天黑到天亮這段時間）——夜間
35. 除夕（農曆一年最後一天）——三十夜
36. 清晨——晨光早

- 農業、植物和動物

1. 井繩——井索
2. 垃圾——垃圾（lɛ sɛ）
3. 浮萍——薸
4. 芫荽（香菜）——芫荽菜
5. 扁豆——扁莢
6. 小米兒——細米
7. 山芋——紅苕
8. 鳳仙花——指甲花
9. 玉米——苞蘿
10. 向日葵——絲瓜蓮
11. 茄子——落蘇
12. 馬鈴薯——馬鈴芋
13. 蕎麥——烏麥
14. 四季豆——四月莢
15. 小白菜——細白菜
16. 黃瓜——生瓜
17. 杜鵑花——映山紅
18. 公雞——雞公
19. 母雞——雞母
20. 雞蛋——雞子
21. 鴨蛋——鴨子
22. 魚卵——魚子
23. 黃鱔——蛇魚
24. 蚯蚓——河恨
25. 蜘蛛——蛛蛛
26. 蠍子——酸蠍
27. 蚊子——蚊蟲
28. 青蛙——蛤蟆
29. 癩蛤蟆——癩寶個
30. 牛犢——細牛
31. 羊羔——細羊
32. 翅膀——竹翼
33. 猴子——猴猻
34. 兔子——毛兔兒
35. 蝴蝶——布翼兒
36. 蝙蝠——拉叭布翼
37. 螢火蟲——點燈星

- 房舍、器具、用品、稱謂和親屬

1. 樓上——閣上
2. 樓下——閣下
3. 樓板——閣板
4. 窗子——檻窗
5. 鑰匙——鎖匙
6. 廚房——灶下
7. 客廳——堂前
8. 廁所——屎缸
9. 牛圈——牛欄
10. 豬圈——豬欄
11. 樓梯——閣樓梯
12. 門檻兒——門舌兒
13. 門後（門扇的後面）——門後腋
14. 桌子——桌
15. 洗臉水——洗面水
16. 繩子——索
17. 臉盆架——面盆架
18. 耳挖子——耳朵環
19. 簸箕——畚出
20. 糨糊——麵糊
21. 釘錘——狼頭
22. 臉盆——面盆
23. 東西——物事
24. 男孩兒——（男）囡家
25. 女孩兒——妮家
26. 跛子——折腳
27. 鐵匠——打鐵個
28. 補鍋的——補鍋個
29. 吝嗇鬼——小毛鬼
30. 小孩子——囡兒、伲家
31. 母親——姆媽
32. 父親——老子、爸
33. 曾祖母——老太
34. 小舅子——插米舅
35. 祖父——老朝
36. 祖母——婄
37. 外祖父——公
38. 外祖母——姥
39. 伯父——伯爺
40. 伯母——伯娘
41. 舅父——舅爺
42. 姐姐——姊
43. 哥哥——大郎
44. 嫂子——嫂
45. 弟弟——弟郎
46. 弟媳——弟婦
47. 妹妹——令妹
48. 妹夫——令妹夫
49. 兒子——囡
50. 兒媳婦——新婦
51. 女兒——妮兒
52. 女婿——妮婿
53. 臉——面嘴
54. 大腿——大髈
55. 頭——頭腦殼
56. 頸——頭下頸
57. 肩膀——肩膊
58. 口水——嘴涎水
59. 左手——反手
60. 小指——小指指兒
61. 右手——順手
62. 手指——指指頭兒
63. 屁股——屎窟
64. 肛門——屎窟眼
65. 眼淚——眼淚水
66. 掉頭髮——跌頭髮
67. 鼻孔——鼻孔眼
68. 胳肢窩——胳落莢
69. 鼻涕（液體）——鼻孔水
70. 鼻子（五官之一）——鼻孔
71. 小病——細病
72. 羅鍋——駝子
73. 肚子疼——肚裡痛
74. 尿布——屎片
75. 手絹兒——洋幅兒

- 飲食、紅白、生活

1. 早飯——天光
2. 午飯——當晝
3. 晚飯——晏飯、夜飯
4. 油條——絲瓜菩
5. 餅——餜
6. 江米酒——酒釀
7. 白酒——燒酒
8. 米湯——米羹水
9. 蛋羹（加水調勻蒸的）——雞子糕
10. 煮雞子兒（連殼煮的雞蛋）——蘿蔔雞子
11. 嫁閨女——嫁妮
12. 生孩子——生囡
13. 新郎——新郎倌
14. 新娘——新人
15. 盛飯——舀飯
16. 吃早飯——吃天光
17. 喝酒——吃酒
18. 吃午飯——吃當頭
19. 抽煙——吃煙
20. 吃晚飯——吃夜飯
21. 洗臉——洗面
22. 吃零食——吃零碎
23. 洗澡——洗浴
24. 逛街 ——蕩馬路
25. 睡覺——睏
26. 睡不著——睏不著
27. 做早活——打早朝
28. 小便（動詞）——拉尿
29. 大便（動詞）——拉屎
30. （衣服等）洗一次——（衣服等）洗一水
31. 斬首——砍頭
32. 丟人——跌股
33. 拉近乎——套關係
34. 零錢——零碎鈔票
35. 三分錢——三分洋
36. 四角錢——四角洋
37. 五塊錢——五塊洋
38. 自行車——腳踏車
39. 學校——學堂
40. 教室——課室
41. 玩——嬉
42. 捉迷藏——躲羊
43. 遇見——碰著
44. 撿起來——跋出來
45. 知道——曉得
46. 不知道——不曉得
47. 聊天——說鱉
48. 逛——蕩
49. 看——測、望
50. 上面——上頭
51. 下麵——下頭
52. 裡面——裡頭
53. 外面——外頭
54. 右邊——順邊
55. 手裡——手裡頭
56. 左邊——反邊
57. 心裡——心裡頭

- 代詞、形容詞、副詞、介詞

1. 我——我（等）
2. 我們——我人
3. 你——爾（等）
4. 你們——爾人
5. 他（她）——渠（等）
6. 他們——渠人
7. 我的——我個
8. 你的——你個
9. 他的——我個
10. 什麼——得物
11. 你們倆——爾人兩個
12. 他們倆——渠人兩個
13. 涼快——涼修修
14. 安靜——冰冷修靜
15. 和（這個~那個一樣個）——跟
16. 向（~渠打聽一下）——跟
17. 問（~渠借一本書）——跟
18. 給（~大家辦事）——帝（~大家辦事）
19. 給我（虛用，加重語氣。如：爾~吃乾淨這碗飯！）——遞我

#### 屯溪方言獨有詞
- 在屯溪方言中，有的詞彙是屯溪方言中特有的，但這些詞彙的分佈範圍並不相同，有些只是分佈在屯溪區的部分地區。

1. 植物類中——苞蘿：玉米。薸：浮萍。
2. 房舍類中——檻窗：窗子。堂前：客廳。 灶下：廚房。
3. 器具用品類中——洗面：洗臉。
4. 親屬類中——朝：祖父。新婦：兒媳婦。
5. 飲食類中——餜：徽州方言區非常常見的一種圓餅形的麵食。
6. 日常生活類中——洗浴：洗澡。
7. 交際類中——跌股：丟臉、丟人。
8. 文體活動類中——嬉：玩。
9. 形容詞類中——鬎[le33]：物細長。氣魄量：形容男子漂亮。
10. 老老大：非常大。 浪浪淺：水很淺。
11. 拱：凸。
12. 急拉拉：焦急。
13. 得人憎：令人討厭的傢伙。
14. 附加成分中——個：結構助詞“的”。
15. 添：動詞的後置性成分，相當於“再”。

- 還有一些休寧方言特有的詞在結構上或構詞方式上不一定都是普通話中現成的詞，它可以是短語或固定搭配，甚至有的只是一個單純的記音符號，如：“一世夫妻三年半”指舊時徽商夫妻相聚時間很短，“清讲白說”指聊天。這些固定結構是對屯溪作為歷史古城的特定歷史文化現象的反映，在其他方言及普通話中往往比較少見，可以說，它們是屯溪方言中特有的詞。